# Diadocis remyi
Diadocis remyi là một loài bướm đêm trong họ Noctuidae.